# Szőcs Endre
Szőcs Endre (Csíkcsekefalva, 1908. augusztus 29. – Kolozsvár, 1977. augusztus 4.) magyar református egyházi író.

## Életútja
A kolozsvári Református Teológián szerzett lelkészi diplomát (1932), ugyanott doktori címet is (1968). Segédlelkész volt Sáromberkén (1932–35), majd Csíkszeredában (1935), rendes lelkész Bibarcfalván (1935–36), Szederjesen (1936–48), Vajdaszentiványban (1948–59), közben 1949–51 között Bukarestben a kultuszminisztériumban tanácsos. 1959-től nyugdíjazásáig (1974) a kolozsvári Protestáns Teológián az ószövetségi tudományok professzora.
Első írását a Református Szemle közölte 1932-ben, ugyanott jelentek meg főképp ószövetségi tárgyú tanulmányai, igemagyarázatai 1962-től. Prédikációit a Hirdesd az Igét c. gyűjteményes kötet (Kolozsvár, 1944) közölte (társszerzők Albu Dezső, Bitai Pál, Gazda Lajos, Hegyi István, Járai Márton, Teleki Mihály).